# Bonobo (Nederlandse muziekgroep)
Bonobo was een Nederlandse big beat-muziekgroep.
De groep werd opgericht in Utrecht in oktober 1996 als Remko van der Drift (DJ Paradize) en Bert van de Grift (Human Beings), die het duo Human in Paradize vormden, een trio beginnen met Ernest Petrus (Erny Electronic). Bert en Erny vormden tevens het duo Bert & Ernie. Bonobo bracht in 1997 en '98 drie 12-inch-platen uit en in 1998 het album Hostile op het label DJ Therapy. Daarna ging de groep experimenteren met andere stijlen waaronder drum and bass en techno, hetgeen niet meer paste bij het Therapy-label. In 2000 verliet Van de Grift de groep. Bonobo trad onder andere op op Lowlands, Noorderslag, Dance Valley, Parkpop, Mysteryland, Metropolis en in Melkweg, Paradiso en Tivoli.